# Diggin' In Dah Vaults (álbum de Black Moon)
Diggin' In Dah Vaults es el primer y único álbum compilatorio del grupo de hip hop Black Moon. Lanzado en 1996 por Nervous Records, este incluyó canciones remixes y b-sides.

## Lista de canciones
| #  | Título                                 | Duración |
| -- | -------------------------------------- | -------- |
| 1  | How Many Emcee's (DJ Evil Dee Remix)   | 4:32     |
| 2  | Ack Like U Want It (DJ Evil Dee Remix) | 4:59     |
| 3  | Shit Iz Real (Buckshot's New Vocals)   | 4:29     |
| 4  | Son Get Wrec (DJ Evil Dee Remix)       | 3:55     |
| 5  | U Da Man (DJ Evil Dee Remix)           | 4:59     |
| 6  | Buckshot's Freestyle Joint             | 5:41     |
| 7  | Fuck It Up                             | 3:59     |
| 8  | I Got Cha Opin (Remix)                 | 4:24     |
| 9  | Buck Em Down (Remix)                   | 4:51     |
| 10 | Murder MC's                            | 5:22     |
| 11 | Headz Ain't Redee                      | 5:27     |
| 12 | Six Feet Deep                          | 3:48     |

## Posición del álbum en las listas
| Año  | Álbum                 | Posición en la lista | Posición en la lista   | Posición en la lista   |                 |
| Año  | Álbum                 | Billboard 200        | Top R&B/Hip Hop Albums | Top Independent Albums | Top Heatseekers |
| 1996 | Diggin' In Dah Vaults | -                    | #33                    | -                      | #22             |

## Posición de los sencillos en las listas
| Año  | Canción                               | Posición en la lista | Posición en la lista             | Posición en la lista |
| Año  | Canción                               | Billboard Hot 100    | Hot R&B/Hip-Hop Singles & Tracks | Hot Rap Tracks       |
| 1994 | "I Got Cha Opin (Remix)"              | #93                  | #55                              | #15                  |
| 1996 | "How Many Emcees (DJ Evil Dee Remix)" | -                    | -                                | #32                  |

- Datos: Q5275660